# 15 جمادى الأولى
- السبت
- الأحد
- الاثنين
- الثلاثاء
- الأربعاء
- الخميس
- الجمعة

- 302 نوفمبر 2024
- 13 نوفمبر 2024
- 24 نوفمبر 2024
- 35 نوفمبر 2024
- 46 نوفمبر 2024
- 57 نوفمبر 2024
- 68 نوفمبر 2024
- 79 نوفمبر 2024
- 810 نوفمبر 2024
- 911 نوفمبر 2024
- 1012 نوفمبر 2024
- 1113 نوفمبر 2024
- 1214 نوفمبر 2024
- 1315 نوفمبر 2024
- 1416 نوفمبر 2024
- 1517 نوفمبر 2024
- 1618 نوفمبر 2024
- 1719 نوفمبر 2024
- 1820 نوفمبر 2024
- 1921 نوفمبر 2024
- 2022 نوفمبر 2024
- 2123 نوفمبر 2024
- 2224 نوفمبر 2024
- 2325 نوفمبر 2024
- 2426 نوفمبر 2024
- 2527 نوفمبر 2024
- 2628 نوفمبر 2024
- 2729 نوفمبر 2024
- 2830 نوفمبر 2024
- 291 ديسمبر 2024
- 12 ديسمبر 2024
- 23 ديسمبر 2024
- 34 ديسمبر 2024
- 45 ديسمبر 2024
- 56 ديسمبر 2024

15 جُمادى الأولى أو 15 جُمادی‌ الاَوَّل أو يوم 15 \ 5 (اليوم الخامس عشر من الشهر الخامس) هو اليوم الثالث والثلاثون بعد المائة (133) من أيَّام السنة (أو الرابع والثلاثون بعد المائة لو كان شهر ربيع الآخر مُتممًا لليوم الثلاثين أو الخامس والثلاثون بعد المائة لو أتم كلًا من صفر وربيع الآخر ثلاثين يومًا) وفق التقويم الهجري القمري (العربي). يبقى بعده 221 أو 222 يومًا لانتهاء السنة.

## أحداث
- 1083هـ -
  - العثمانيون بقيادة الصدر الأعظم قبلان مصطفى باشا يستولون على مدينة إيلباف البولونية -التي تقع حاليا في أوكرانيا- أثناء الحرب العثمانية- البولونية.
  - الدولة العثمانية توقع معاهدة مع بولونيا في منطقة بوجاس نصت على عدة بنود، منها أن تدفع بولونيا ضريبة سنوية للدولة العثمانية، وأن تقطع بولونيا علاقاتها مع أوكرانيا.
- 1190هـ - فشل الحملة الإسبانية للسيطرة على الجزائر، والتي كانت تتكون من 22 ألف جندي، وخسر الإسبان في هذه الحملة 7 آلاف قتيل؛ وهو ما أثار استياء الملك كارلوس الثالث في مدريد، في حين أقام العثمانيون الأفراح في إستانبول بهذا النصر.
- 1256هـ - الدول الأوروبية الكبرى تبرم معاهدة لندرة ضد مشروع محمد علي باشا القاضي بإقامة دولة كبرى تحل مكان الدولة العثمانية الضعيفة، مما جعل حلم محمد علي يتهاوى.
- 1302هـ - فرنسا تقرر مصادرة أملاك المقاومين التونسيين الذين لا يعودون إلى تونس.
- 1356هـ - تأسيس الحزب الوطني في المغرب. وقد تعرض هذا الحزب لمضايقات كثيرة من الاستعمار الفرنسي.
- 1403هـ - بدء العمل في جسر الملك فهد الذي يربط السعودية بالبحرين.
- 1411هـ - القوات المتمردة في تشاد بزعامة إدريس ديبي تسيطر على العاصمة إنجامينا.
- 1412هـ - انتخاب المصري بطرس بطرس غالي أمينا عاما للأمم المتحدة لُيصبح أول أمين عام من دولة عربية.
- 1417هـ - طالبان تستولي على العاصمة الأفغانية كابل بعد طرد الرئيس برهان الدين رباني وإعدام الرئيس الأسبق محمد نجيب الله.
- 1418هـ - مصرع 11 دبلوماسي أجنبي في البوسنة والهرسك بينهم نائب المبعوث الدولي «جبرو فاجنر» لدى تحطم طائرتهم قرب سراييفو.
- 1420هـ - بدء الحرب الشيشانية الثانية.
- 1425هـ -
  - مقتل 18 شخصا وإصابة 27 آخرين في زلزال ضرب 3 قرى نائية بمحافظة «أجرى» شرق تركيا وبلغت قوته 5.1 درجة بمقياس ريختر.
  - منتدى الآسيان الإقليمي يقبل انضمام باكستان، لتكون بذلك الدولة رقم 24 في المنتدى.
- 1426هـ - اغتيال جورج حاوي في تفجير سيارته في لبنان.
- 1436هـ -
  - تغيير وزاري محدود بمصر يتضمن إقالة وزير الداخلية محمد إبراهيم.
  - تنظيم الدولة الإسلامية (داعش) يدمر بالجرافات أنقاض مدينة كالح عاصمة آشور بين سنتي 870 و610 قبل الميلاد.
- 1440هـ - مقتل العشرات من قوات الأمن الوطنية الأفغانية في هُجُومٍ تبنَّته حركة طالبان، على مُجمَّعٍ عسكريٍّ في مدينة ميدان شهر.
- 1441هـ - وفاة السلطان قابوس بن سعيد السلطان التاسع في تاريخ عُمان عن عمر ناهز 80 عامًا، وتولي ابن عمه هيثم بن طارق ولاية الحكم خلفًا له.

## مواليد
- 894هـ - سنان آغا، معماري عثماني.
- 1052هـ - علي خان المدني، فقيه وكاتب وشاعر حجازي - فارسي.
- 1281هـ - جعفر أبو المكارم، فقيه وشاعر سعودي.
- 1330هـ - محمود شكوكو، مونولوجيست وممثل مصري.
- 1359هـ - محمد حمزة، شاعر مصري.
- 1393هـ -
  - خالد المريخي، شاعر سعودي.
  - محمد الحسيان، منشد كويتي.
- 1403هـ - محمد نبوس، صحفي ليبي.
- 1404هـ - أسامة الملولي، سباح تونسي.
- 1407هـ - أمل محمد، ممثلة إماراتية.
- 1411هـ - كويت عالية، ممثلة كويتية.

## وفيات
- 1341هـ - سلمان المحسني، فقيه وشاعر عربي إيراني.
- 1376هـ - علي الجشي، فقيه وقاضي شرعي وشاعر سعودي.
- 1417هـ - محمد نجيب الله، رئيس أفغانستان.
- 1426هـ - جورج حاوي، سياسي لبناني.
- 1437هـ - نبيل المالح، مخرج ومنتج سينيمائي سوري.
- 1441هـ - قابوس بن سعيد، تاسع سلاطين عُمان.
- 1442هـ - حاتم علي، مخرج وكاتب وممثل سوري.

## وصلات خارجية
- موقع قصة الإسلام: حدث في شهر جُمادى الأولى.